# Xylographus ceylonicus
Xylographus ceylonicus es una especie de coleóptero de la familia Ciidae.

## Distribución geográfica
Habita en Sri Lanka.